# 戦場のメロディ
『戦場のメロディ』（せんじょうのメロディ）は、2009年9月12日の21:00-23:10（JST）にフジテレビ系列（FNS）の「土曜プレミアム」にて特別番組として放送された日本のテレビドラマである。

## 概要
キャッチコピーは「戦場のメロディ 〜108人の日本人兵士の命を救った奇跡の歌〜 祖国を離れ戦犯としてとらわれた男たちを救ったのは政治家でも外交官でもなく歌手、渡辺はま子だった。」
当作品は、渡辺はま子を主軸に据え、フィリピンのモンテンルパ市にあるニューピリビット刑務所に収容されたマニラ軍事裁判で戦争犯罪死刑囚の様子と日本の渡辺の戦犯慰問の様子、双方の葛藤を描いたドラマである。また、1952年（昭和27年）6月に渡辺はま子、宇都美清が歌い大ヒットとなった楽曲「あゝモンテンルパの夜は更けて」の誕生話でもある。

## 出演
- 戦場の歌姫 渡辺はま子 - 薬師丸ひろ子
- 植木信吉 (復員局比担当) - 成宮寛貴
- 前川治助 (死刑囚) - 萩原聖人
- 前川邦子 (治助の妻) - 中嶋朋子
- 衛藤初代 (利武の妻) - 田畑智子
- 衛藤利武 (死刑囚) - 伊嵜充則
- 代田銀太郎 (死刑囚) - 阿南健治
- 伊藤正康 (死刑囚) - 金井勇太
- 川島雄一 （はま子のマネージャー） - 半海一晃
- 勝村政信
- 加賀尾秀忍 (教誨師) - 小日向文世
- 語り手 - 遠藤憲一

## スタッフ
- 脚本:末谷真澄
- 企画:立松嗣章（フジテレビ）
- プロデュース:成田一樹、池田禎子、中津留誠、西田治彦、中山ケイ子
- 演出：田島大輔、大川卓弥
- 制作協力：ザ・ワークス、FCC、ジン・ネット
- 制作著作：フジテレビ